# Marianne Stone
Marianne Stone (* 23. August 1922 in London; † 21. Dezember 2009, ebenda) war eine britische Schauspielerin.

## Leben
Stone, in King’s Cross geboren, wurde von ihren Großeltern, die mehrere Möbelhäuser besaßen, erzogen. Stone entstammte einer musikalischen Familie. Ihre Großmutter führte eine Musikschule mit mehr als 100 Schülern. Obwohl Marianne als Jugendliche ein Musikstipendium gewann, das ihr zu einem Studienplatz am renommierten Royal College of Music verhelfen sollte, war es stets ihr großer Wunsch, Schauspielerin zu werden. Nach einer Ausbildung zur Stenografin arbeitete sie als Schreibkraft bei einer Bank. 1940 gewann Stone schließlich ein Stipendium an der Royal Academy of Dramatic Art.
Von Beginn der 1940er Jahre bis in die späten 1980er Jahre hinein spielte sie in mehr als zweihundert Filmen. Zumeist mimte sie Menschen der Arbeiterklasse wie Kellnerinnen, Sekretärinnen und Wirtinnen. Zwischen 1963 und 1976 wirkte Stone in neun Teilen der Carry-On-Filmreihe mit.
Marianne Stone war von 1947 bis zu seinem Tod mit dem Theaterkritiker und Filmhistoriker Peter Noble (1917–1997) verheiratet, das Paar hatte zwei Kinder.

## Filmografie (Auswahl)
- 1948: Brighton Rock
- 1950: Herr der rauhen Berge (Rocky Mountain)
- 1951: Der wunderbare Flimmerkasten (The Magic Box)
- 1953: Das Gangster-Syndikat (36 Hours)
- 1957: Feinde aus dem Nichts (Quatermass 2)
- 1957: Die Frau im Morgenrock (Woman in a Dressing Gown)
- 1959: 41 Grad Liebe (Carry On Nurse)
- 1959: Tiger Bay
- 1962: Anonyme Briefe (Night of the Prowler)
- 1962: Lolita
- 1964: Ist ja irre – ’ne abgetakelte Fregatte (Carry On Jack)
- 1964: Das Verrätertor (Traitor’s Gate)
- 1965: Hysteria
- 1965: The Night Caller
- 1966: Ist ja irre – Alarm im Gruselschloß (Carry On Screaming!)
- 1967: Ist ja irre – Nur nicht den Kopf verlieren (Don’t Lose Your Head)
- 1967: Der Kampf (The Long Duel)
- 1967: Der Mann mit dem Koffer (Man in a Suitcase) (Fernsehserie, 1 Folge)
- 1967: Das total verrückte Krankenhaus (Carry On Doctor)
- 1969: Oh! What a Lovely War
- 1970: Ein Mädchen in der Suppe (There's a Girl in My Soup)
- 1970: Comtesse des Grauens (Countess Dracula)
- 1970: Scrooge
- 1971: Die 2 (The Persuaders!) (Fernsehserie, 1 Folge)
- 1971: Ein Streik kommt selten allein (Carry On at Your Convenience)
- 1972: Schütze dieses Haus (Bless This House)
- 1972: Die total verrückte Oberschwester (Carry On Matron)
- 1972: Wer hat Tante Ruth angezündet? (Whoever Slew Auntie Roo?)
- 1973: Mißwahl auf Englisch (Carry On Girls)
- 1973: In der Schlinge des Teufels (The Vault of Horror)
- 1974: Mach’ weiter, Dick! (Carry On Dick)
- 1975: Der total verrückte Mumienschreck (Carry On Behind)
- 1976: Die unglaubliche Sarah (The Incredible Sarah)